# Le Secret de l'empereur
Pour plus de détails, voir Fiche technique et Distribution.
Le Secret de l'empereur (Keisarin salaisuus) est un long métrage d'animation finlandais sorti en 2006.
Il s'agit du premier film d'animation en images de synthèse réalisé en Finlande.

## Synopsis
Le film transpose les personnages d'un show télévisé finlandais très populaire dans un conte de fées où les habitants d'un petit village doivent se défendre contre un empereur tyrannique.

## Fiche technique
- Titre : Le Secret de l'empereur
- Titre original : Keisarin salaisuus
- Réalisation : Riina Hyytiä
- Production : Aleksi Bardy, Riina Hyytiä, Olli Haikka
- Scénario : Aleksi Bardy, Mika Ripatti, Seppo Vesiluoma
- Musique : Tauri Oksala
- Pays :  Finlande
- Genre : Animation
- Durée : 85 minutes
- Date de sortie : 8 septembre 2006
- Budget : 825 000 €

## Distribution
- Mika Ala-Panula
- Heikki Hilander
- Erja Manto